# 清陆军部和海军部旧址
清陆军部和海军部旧址，即段祺瑞执政府旧址，位于中华人民共和国北京市东城区交道口街道张自忠路3号，是一处西洋式衙署建筑群。该建筑群始建于清朝末年，共分东西两院，起初作为陆军部和海军部旧址，在中华民国曾作为总统府、执政府等用途。中华人民共和国成立后为中国人民大学、中国社会科学院所用。2006年，该旧址列为全国重点文物保护单位。

## 历史

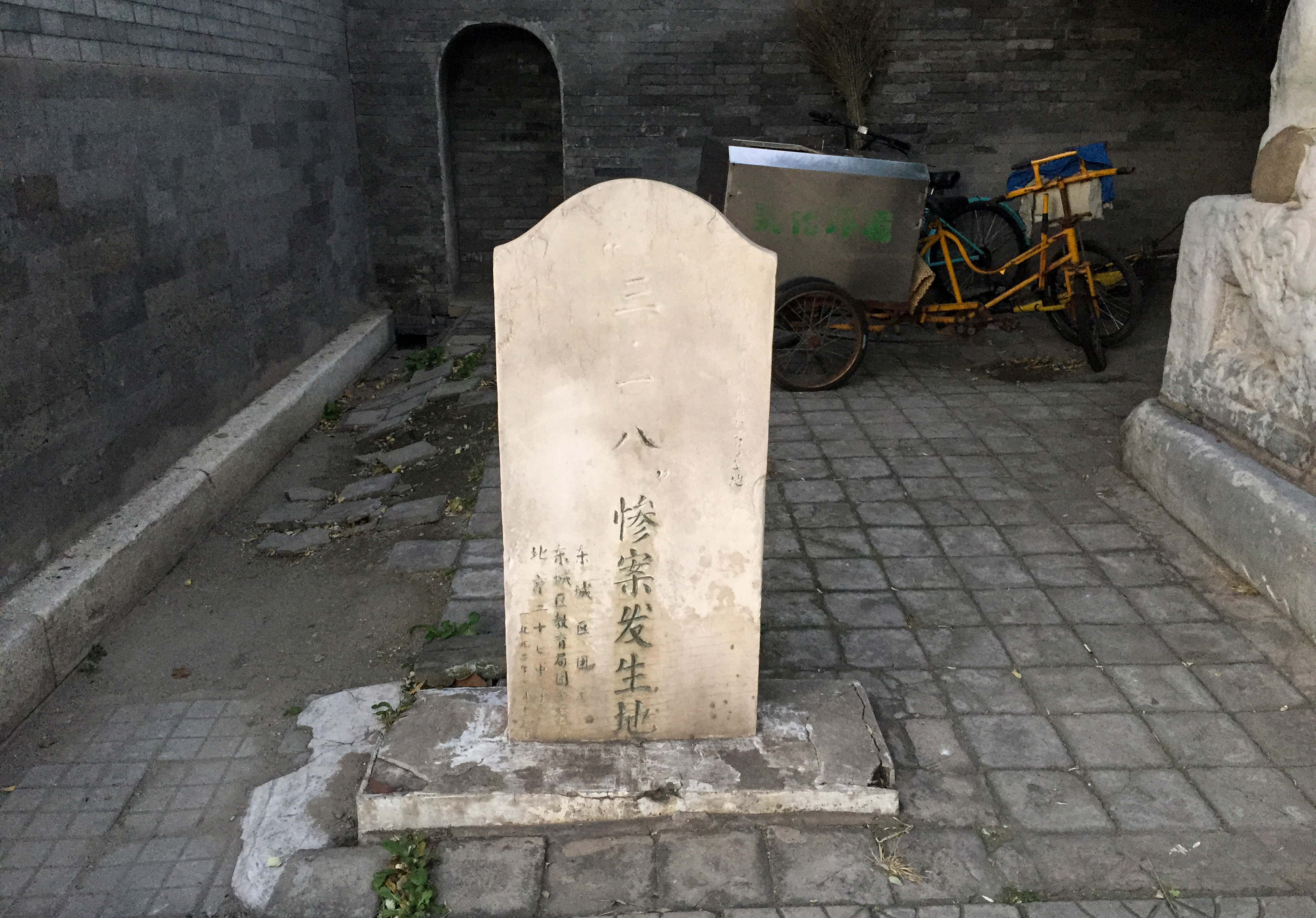
段祺瑞执政府原址门前的三一八惨案发生地纪念碑

此地最初为和亲王府和贝子斐苏府。其中和亲王府位于西侧，原为贝子胤禟的府第，后胤禟因参与争夺皇位而被贬，雍正十一年（1733年）改建为世宗五子弘昼的和亲王府，至同治年间仍有262间屋；贝子斐苏府位于东侧，是清初恭亲王常颖的府第:314，道光年间改称承公府:142。清光绪三十二年（1906年），兵部被裁撤改为陆军部。新成立的陆军部需要新的办公地点:53，遂将贝子斐苏府和和亲王府的建筑除山门外全部拆除，建为西洋楼群，设计师为英国留学归来的沈琪，建造方为中国营造厂。贝子斐苏府原址建为主楼，和亲王府原址修为的陆军贵胄法政学堂。次年，主楼建成；宣统元年（1909年）陆军贵胄法政学堂建成。1909年宣统二年（1910年）清海军部成立后，贵胄学堂被撤销，其建筑被海军部征用，两个军部共用一个大门:142。
1912年，袁世凯就任中华民国临时大总统后以此地为办公地，其中西院为总统府，东院为国务院:314。1913年，总统府和国务院迁往中南海，西院成为民国陆军部办公地，东院成为民国海军部办公地。1919年靳云鹏担任国务总理兼陆军总长时，又将其总理府设于此。1924年段祺瑞被北洋军阀推举为中华民国临时执政后以此地为执政府:314。1926年3月18日， 反对列强干涉中国革命的游行群众抵达段祺瑞执政府门前时遭到卫队开枪镇压，共造成47人死亡，200余人受伤，史称“三一八惨案”:348。1926年4月10日，冯玉祥率国民军推翻段祺瑞执政府，执政府驻地改为北平卫戍区司令部驻地，后改为宋哲元的二十九军军部和冀察政务委员会驻地。卢沟桥事变后，西院成为日本驻华驻屯军总司令部驻地，东院为日本特务机关兴亚院驻地，其内至今仍有水牢。抗日战争胜利后，此处由孙连仲接管，改为十一战区长官司令部:305-306，此后成为河北省政府、北平警备司令部、高等警官学校、第十八军总队驻地。
中华人民共和国成立后，此处成为中国人民大学校舍。文化大革命期间，中国人民大学一度停办，东院被划归中国社会科学院。1978年中国人民大学复校后，西院交还中国人民大学清史研究所使用至今:305-306。

## 布局
占地面积1万平方米，由三组砖木结构的楼房组成。正门仍为中国传统式建筑。此门坐北朝南，面阔五间，硬山灰筒瓦顶。门前东西两侧各有一只3米高的石狮子，街对面建有一座悬山顶砖雕影壁。大门内中间主楼为欧洲古典式灰砖楼，前后各开三间楼门，中部门厅以上为三层，两侧及翼楼为二层。外檐为联拱柱廊，楼体满布精细砖雕。主楼的东西北三面各有一座楼房，形成一组楼群。楼群东西两侧各有一组风格相同的建筑，东为清代海军部，西侧为陆军部。各组建筑均为轴对称布局。陆军部可分为主楼、后楼、东配楼、西配楼等部分。其中主楼平面呈“H”形，正中部分3层，标高20.52米，正南侧开有入口，入口外侧建有铁棚；其余部分2层，标高14.24米。正中部分顶端建有一座城堡式钟楼。二层中间走道顶棚开有六个木质天窗，以解决采光。主楼下方建有一层地下室。屋顶整体呈坡状，墙面为清水灰砖墙，立面以青砖砌券廊与壁柱围出拱廊，立面外装饰有大量砖雕。海军部则可分为南楼、北楼、东配楼、西配楼、中楼等部分，与陆军部建筑风格类似，各部分围成一个封闭院落。:314:142,643:305-306

## 保护
1984年，段祺瑞执政府旧址被列为北京市文物保护单位:314。1999年，平安大街改造施工造成影壁东侧墙基下沉，墙体开裂达5厘米。对此北京市文物局加固了影壁墙基，避免影壁被拆除重建:750。2006年，此处建筑以“清陆军部和海军部旧址”一名列为全国重点文物保护单位。在此后的文物排查中，由于居民众多，私搭乱建现象严重。对此中国人民大学和中国社会科学院拨款，对院内的配电设施、消防安全设施和避雷设施予以全面整改。2009年至2011年，山门先后三次被撞，每次均造成了不同程度的损失。2015年，该旧址整体大修。